# Fire: The Jimi Hendrix Collection
Fire: The Jimi Hendrix Collection jest wydaną pośmiertnie kompilacją utworów Jimiego Hendriksa, która ukazała się w 2010 roku.

## Lista utworów
Autorem wszystkich utworów (chyba że zaznaczono inaczej) jest Jimi Hendrix.
| Nr  | Tytuł utworu                                    | Długość |
| --- | ----------------------------------------------- | ------- |
| 1.  | „Purple Haze”                                   | 2:51    |
| 2.  | „Hey Joe” (Roberts)                             | 3:29    |
| 3.  | „Fire”                                          | 2:43    |
| 4.  | „All Along the Watchtower” (Dylan)              | 3:58    |
| 5.  | „Voodoo Child (Slight Return)”                  | 5:12    |
| 6.  | „Crosstown Traffic”                             | 2:19    |
| 7.  | „Foxy Lady”                                     | 3:18    |
| 8.  | „Valleys of Neptune”                            | 4:02    |
| 9.  | „Are You Experienced?”                          | 4:14    |
| 10. | „The Wind Cries Mary”                           | 3:20    |
| 11. | „Freedom”                                       | 3:25    |
| 12. | „Red House”                                     | 3:50    |
| 13. | „Burning of the Midnight Lamp”                  | 3:39    |
| 14. | „Wait Until Tomorrow”                           | 3:00    |
| 15. | „Little Wing”                                   | 2:24    |
| 16. | „Sunshine of Your Love” (Clapton, Bruce, Brown) | 6:45    |
| 17. | „Castles Made of Sand”                          | 2:47    |
| 18. | „Angel”                                         | 6:20    |
| 19. | „Bleeding Heart” (James)                        | 6:04    |
| 20. | „Hey Baby (New Rising Sun)”                     | 3:46    |
|     |                                                 | 1:17:26 |

## Muzycy nagrywający płytę
- Jimi Hendrix – gitara, śpiew
- Mitch Mitchell – perkusja
- Noel Redding – gitara basowa
- Billy Cox – gitara basowa – 8, 11, 18, 19, 20